# БРМ «Мангуст»
Броньована розвідувальна машина «Мангуст» або (також БРДМ-НІК) — українська модифікація БРДМ-2 від ДП «Миколаївський бронетанковий завод». Двовісна броньована плаваюча розвідувальна машина, з усіма ведучими колесами і незалежною підвіскою 4×4. Вона призначена для ведення розвідки боєм і вогневої підтримки бойових підрозділів. Торсійна підвіска забезпечує підвищену прохідність. Машина може долати водні перешкоди і здатна розвивати на шосе швидкість до 100 км/год.
Всі комплектуючі, за винятком двигуна, українського виробництва. Машина обладнана додатковими бічними, верхнім і заднім люками, що дозволяє безперешкодно висаджуватися десанту. Збільшення лобового захисту і установка додаткових листів броні забезпечують захищеність екіпажу.

## Історія
На виставці «Зброя та безпека-2017», яка відбувалась у Києві, було презентовано цю бойову машину під іншою назвою — БРДМ-НИК, вона позиціонується як глибока модернізація радянської бойової розвідувально-дозорної машини БРДМ-2. На «Мангусті» ж візуально відрізняються прилади спостереження, що замінені на нові чи по іншому скомпоновані:
Нова машина отримала значно збільшений внутрішній об'єм у порівнянні з базовим БРДМ-2, та роботизований бойовий модуль, який зараз оснащений великокаліберним кулеметом калібром 14,5-мм та кулеметом з калібром 7,62-мм.
У рамках MSPO-2018 в м. Кельці (Польща) підписало меморандум з компанією WZM, що входить до складу концерну PGZ, про співпрацю у питаннях спільної модернізації бойової розвідувальної машини БРМ «Мангуст». Ухвалено рішення найближчим часом завершити роботи з модернізації дослідного зразка БРМ «Мангуст». У вересні 2018-го заплановано презентацію даної бойової машини на одному з військових полігонів Республіки Польща. За підсумками показу планується укласти контракт між учасниками переговорів про спільну модернізацію БРМ «Мангуст» в інтересах Збройних сил Республіки Польща.